# ビギー・バルドー
ビギー・バルドー（Biggi Bardot、1980年8月14日 – ）は、ドイツのアダルトモデル、司会者、ポップシンガー、起業家。彼女の芸名はブリジット・バルドーに因んでいる。

## 前半生
ハンブルクのネッテルブルク地区で一卵性双生児の妹として育った。総合学校（ゲザムトシューレ）に通っていたが10年生で中退し、美容師として専門的なトレーニングを開始した。研修中の経済的困窮のため、アダルト業界に身を投じた。2005年に結婚しており、継娘がいる。

## 経歴

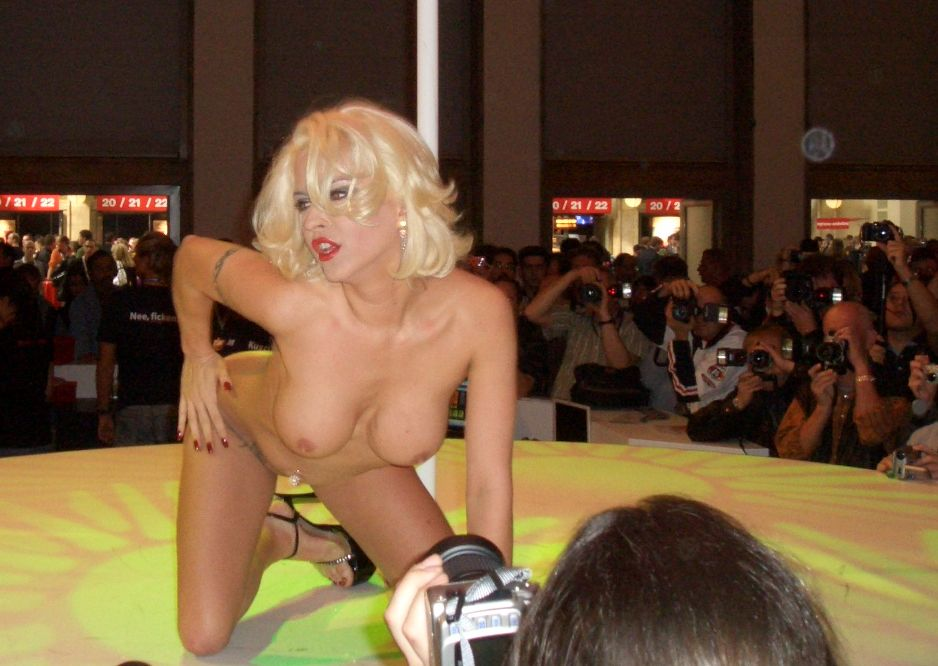
ストリップ、ダンス、歌を披露するビギー(2007年)

アルバイトを探していたバルドーは新聞広告に応募して、アダルトモデルとして働き始めた。その後、ウェブカメラの前やハンブルクのバーでストリップダンサーとして働いた。ハンブルクのレーパーバーンでのストリップショーから売春への移行は非常に容易く行なわれがちだったので、すぐに活動の場をテレビへと移行した。手始めに9Liveチャンネルの視聴者参加番組で司会者を務めた。2005年以来、DSF（現在のSport1チャンネル）で「スポーツクイズ」を担当している。2012年、Das Vierteチャンネルから『The Hotline』というタイトルで彼女自身のエロティックな視聴者参加番組を任された。これは2012年4月中旬から『The Fundorado.com Late Night Show』にタイトルが変更された。また、エロティックなリアリティ昼ドラ『Gute Mädchen, böse Mädchen』にも出演した。ポルノ作品への出演をテスト撮影後に拒絶している。2012年9月、ペントハウスのドイツ語版でペントハウス・ペット・オブ・ザ・マンスとしてモンローに扮した。2012年10月、ヴィーナス・アワードの生涯功労賞を受賞。2012年、ホルゲン・ブックス社から著書『Biggi Bardot – Erotic Star』を出版。2018年、エロティックな分野での活動を終了。
2009年、ZYX Musicレーベルから「Eternal Love」というシングル曲をリリースして以来、歌手として活動している。2014年4月、ファーストアルバム『Heiß & Feucht』をTelamoレーベルからリリース。このアルバムは、ミヒャエル・ヴェントラーも手掛けるヘルマン・ニーズィヒによってプロデュースされた。アルバムはカバー曲と6つのオリジナル曲で構成され、エロティックなプロモーションビデオ付きのDVDと共に販売された。彼女の音楽の一部は「ポルノ・シュラーガー」というジャンルに割り当てられており、バルドーは2013年からマヨルカ島にあるビアガーデン/屋外ディスコのビエルコニッヒとナイトクラブのオーバーバイエルンで定期的に演奏している。2015年、ドイツのタレントショー『Das Supertalent』に出演。2015年、スーパーヒーローのオムニバス・ファンタジー映画『ABCs of Superheroes』で、民族衣装の女性を演じた。
2020年からパートナーと共にヘアサロンを運営し、2021年からマヨルカ島でドーナツショップを運営している。

## ディスコグラフィー
アルバム
- 2014年: Heiß & Feucht
- 2019年: Party Hits

シングル
- 2009年: Eternal Love
- 2015年: Die Gläser zum Himmel
- 2015年: So wie die Nase eines Mannes
- 2015年: Gläser zum Himmel (Apres Ski Version)
- 2016年: Heute wird gesündigt
- 2016年: Wir sind geil (Eyo Eyo)
- 2017年: Wir feiern wie noch nie
- 2018年: Wir machen laut (Remmi Demmi) – Biggi Bardot feat. DJ Matze
- 2018年: Wir machen laut (Alpenmix)
- 2019年: Mallekinder
- 2019年: Der Mond ist meine Sonne
- 2020年: Verboten aber geil